# Aira-caldera
De Aira-caldera (姶良カルデラ, Aira-karudera) is een 17 x 23 km brede caldera (krater) in het zuiden van het Japanse eiland Kyūshū. De caldera is ongeveer 22.000 jaar geleden ontstaan ten gevolge van een grote vulkanische uitbarsting. De vorming van de Aira-caldera ging gepaard met pyroclastische stromen en de uitstoot van een enorme massa puimsteen (meer dan 400 km³ tefra). De vulkanische uitbarsting bij het ontstaan van de caldera had een VEI-index van 7.
De hoofdstad Kagoshima van de prefectuur Kagoshima en de 13.000 jaar oude vulkaan Sakurajima liggen in de caldera. Sakurajima, een van de actiefste vulkanen van Japan, is een post-calderaberg van de Aira-caldera. De caldera ligt in het noordelijke deel van de baai van Kagoshima.